# Laujar de Andarax
Laujar de Andarax est une ville d’Espagne, dans la province d'Almería, communauté autonome d’Andalousie.

## Géographie

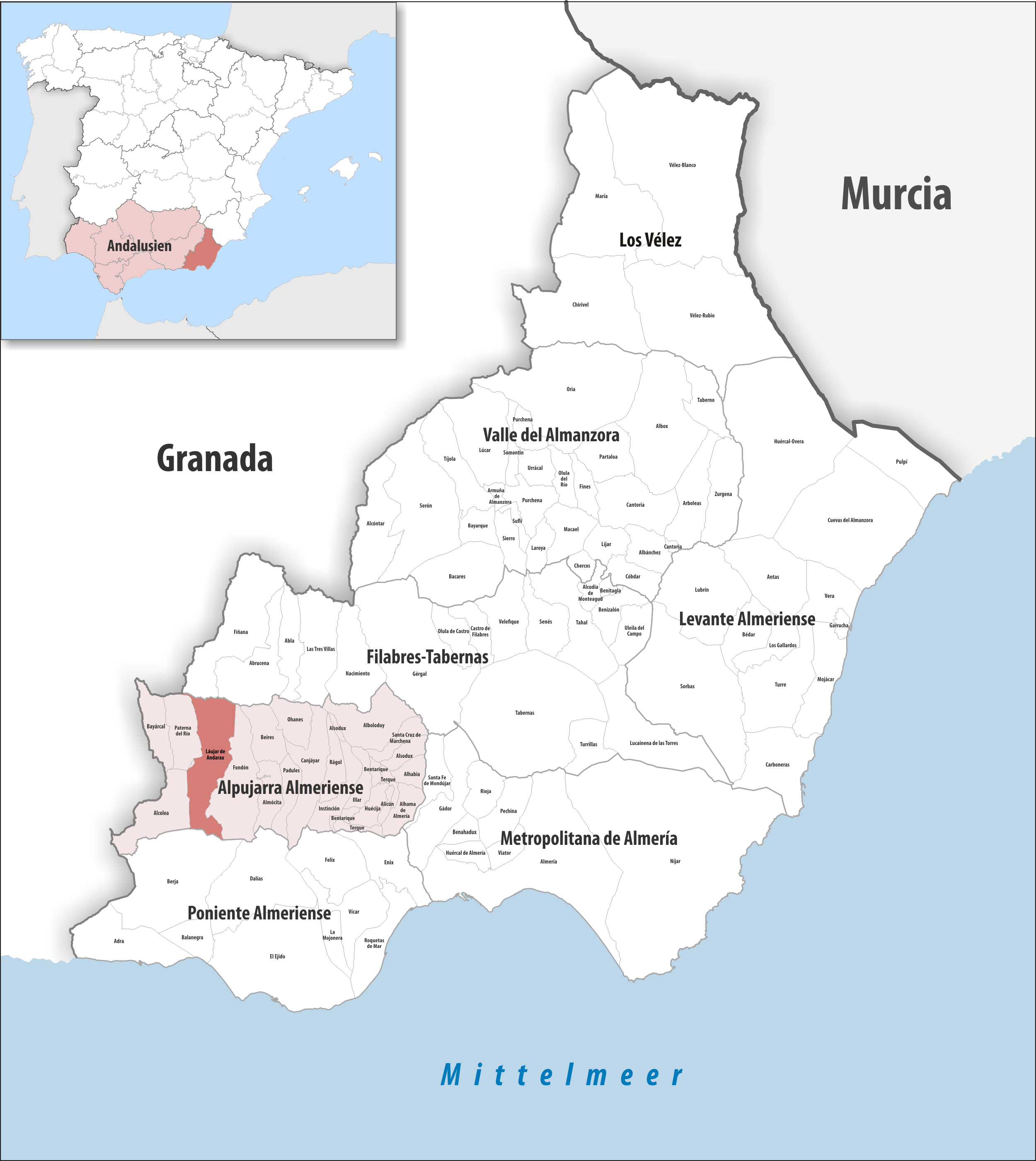
Laujar de Andarax dans la comarque Alpujarra almeriense, province d'Almería / en Andalousie

### Localisation
La commune de Laujar de Andarax se trouve au sud-sud-est de l'Espagne, dans le sud de la province d'Almería et vers le centre-ouest de la comarque Alpujarra almeriense dont elle touche les limites nord et sud.
Almería est à 61 km est-sud-est ;
Madrid à 502 km nord ;
Malaga à 178 km ouest ;
Gibraltar à 324 km ouest-sud-ouest (distances par route).
Laujar de Andarax fait partie de l'Alpujarra, petite région entre la sierra Nevada au nord et la mer Méditerranée au sud, limitée à l'ouest par la sierra de Lujar (es) et à l'est par la sierra de Gádor.

### Hydrographie
Le fleuve Andarax prend source sur son territoire, vers le Cerro del Almirez dans le nord de la commune.

## Administration
| Période                                  | Période | Identité                 | Étiquette | Qualité |
| ---------------------------------------- | ------- | ------------------------ | --------- | ------- |
| 2023                                     | -       | Almudena Morales Asensio | PP        | Maire   |
| Les données manquantes sont à compléter. |         |                          |           |         |

## Économie
Vin de pays Laujar-Alpujarra
La commune fait partie de la zone couverte par l'appellation « vin de pays » (es) (Vino de la Tierra) Laujar-Alpujarra (es),
une indication géographique réglementée en 2004. Seules trois communes en font partie : Alcolea, Fondón et Laujar de Andarax.
- « Vin de pays » (es) (Vino de la Tierra) Laujar-Alpujarra (es)

« Vin de pays » (Vino de la Tierra)
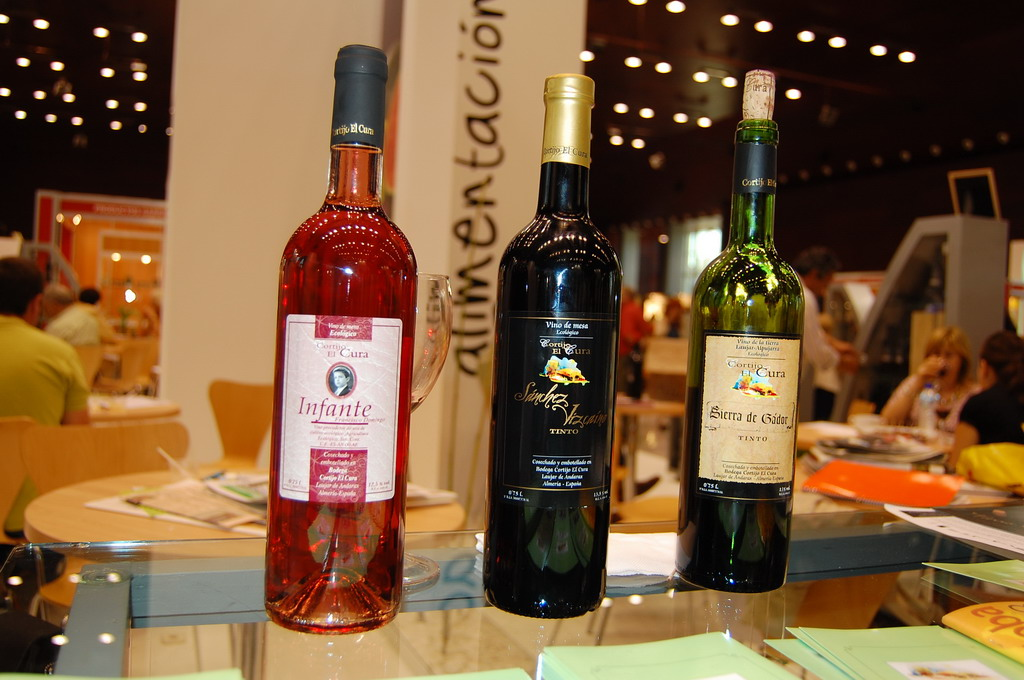
Caves Cortijo El Cura sur Laujar de Andarax — rosé, rouge et blanc
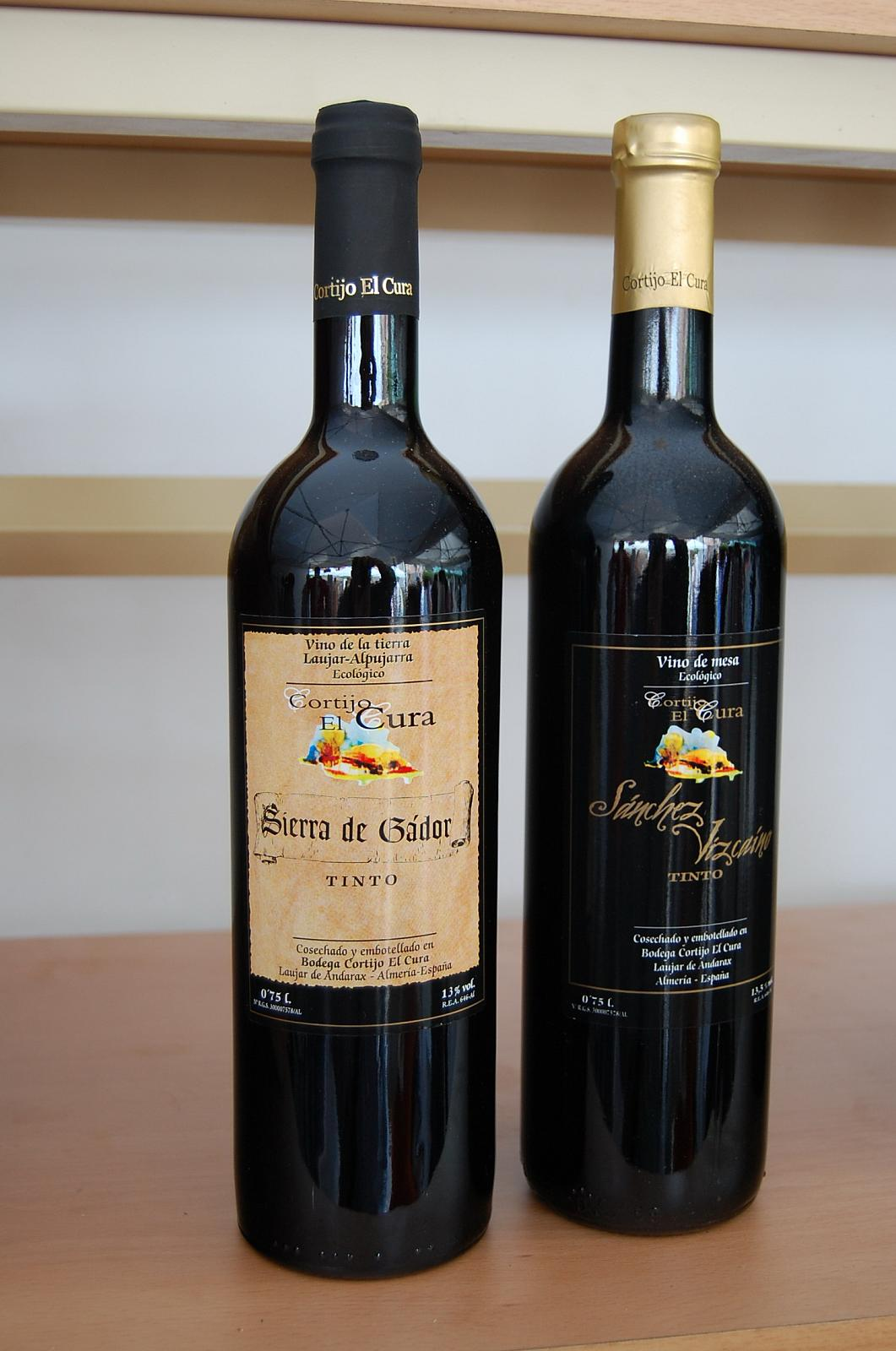
Caves Cortijo El Cura